# Mixomelia ectophaea
Mixomelia ectophaea är en fjärilsart som beskrevs av George Francis Hampson. Mixomelia ectophaea ingår i släktet Mixomelia och familjen nattflyn. Inga underarter finns listade i Catalogue of Life.